# Championnats du monde de boxe amateur 1982
Navigation
Édition précédente Édition suivante
Les 3e championnats du monde de boxe amateur masculins se sont déroulés du 4 au 15 mai 1982 à Munich, RFA, sous l'égide de l'AIBA (Association Internationale de Boxe Amateur).

## Résultats

### Podiums
| Catégories                    | Or                 | Argent                | Bronze                               |
| Poids mi-mouches (-48 kg)     | Ivailo Marinov     | Go Jong-fan           | Dietmar Geilich Jong Mo-hoe          |
| Poids mouches (-51 kg)        | Yuriy Aleksandrov  | Michael Collins       | Jesús Pool Constantin Titoiu         |
| Poids coqs (-54 kg)           | Floyd Favors       | Viktor Mirochnichenko | Sami Buzolli Klaus-Dieter Kirchstein |
| Poids plumes (-57 kg)         | Adolfo Horta       | Ravsal Otgonbajar     | Bernard Gray Richard Nowakowski      |
| Poids légers (-60 kg)         | Ángel Herrera      | Pernell Whitaker      | Viorel Ioana Milivoj Labudović       |
| Poids super-légers (-63,5 kg) | Carlos García      | Kim Dong-kil          | Shadrach Odhiambo Mirko Puzovic      |
| Poids welters (-67 kg)        | Mark Breland       | Serik Konakbayev      | Roland Omoruyi Manfred Zielonka      |
| Poids super-welters (-71 kg)  | Aleksandr Koshkyn  | Armando Martínez      | Tom Corr Mihail Takov                |
| Poids moyens (-75 kg)         | Bernardo Comas     | Tarmo Uusivirta       | Iran Barkley Pedro van Raamsdonk     |
| Poids mi-lourds (-81 kg)      | Pablo Romero       | Paweł Skrzecz         | Vladimir Chin Pero Tadić             |
| Poids lourds (-91 kg)         | Aleksandr Yagubkin | Jürgen Fanghänel      | Hermeregildo Báez Grzegorz Skrzecz   |
| Poids super-lourds (+91 kg)   | Tyrell Biggs       | Francesco Damiani     | Peter Hussing Petar Stoimenov        |

### Tableau des médailles
| Place | Pays                 | Médaille d'or, monde | Médaille d'argent, monde | Médaille de bronze, monde | Total |
| ----- | -------------------- | -------------------- | ------------------------ | ------------------------- | ----- |
| 1     | Cuba                 | 5                    | 1                        | 1                         | 7     |
| 2     | États-Unis           | 3                    | 2                        | 2                         | 7     |
| 3     | Union soviétique     | 3                    | 2                        | 1                         | 6     |
| 4     | Bulgarie             | 1                    | 0                        | 2                         | 3     |
| 5     | Allemagne de l'Est   | 0                    | 1                        | 3                         | 4     |
| 6     | Corée du Sud         | 0                    | 1                        | 1                         | 2     |
| 6     | Pologne              | 0                    | 1                        | 1                         | 2     |
| 8     | Corée du Nord        | 0                    | 1                        | 0                         | 1     |
| 8     | Finlande             | 0                    | 1                        | 0                         | 1     |
| 8     | Italie               | 0                    | 1                        | 0                         | 1     |
| 8     | Mongolie             | 0                    | 1                        | 0                         | 1     |
| 12    | Yougoslavie          | 0                    | 0                        | 4                         | 4     |
| 13    | Roumanie             | 0                    | 0                        | 2                         | 2     |
| 13    | Allemagne de l'Ouest | 0                    | 0                        | 2                         | 2     |
| 15    | Irlande              | 0                    | 0                        | 1                         | 1     |
| 15    | Nigeria              | 0                    | 0                        | 1                         | 1     |
| 15    | Pays-Bas             | 0                    | 0                        | 1                         | 1     |
| 15    | Suède                | 0                    | 0                        | 1                         | 1     |
| 15    | Venezuela            | 0                    | 0                        | 1                         | 1     |
| Total | 19 pays médaillés    | 12                   | 12                       | 24                        | 48    |